# NGC 7740
NGC 7740 је лентикуларна галаксија у сазвежђу Пегаз која се налази на NGC листи објеката дубоког неба.
Деклинација објекта је + 27° 18' 45" а ректасцензија 23h 43m 32,2s. Привидна величина (магнитуда) објекта NGC 7740 износи 13,9 а фотографска магнитуда 14,9. NGC 7740 је још познат и под ознакама CGCG 476-123, PGC 72216.